# Сборная Румынии по хоккею с шайбой
Сборная Румынии по хоккею с шайбой представляет Румынию на международных соревнованиях по хоккею с шайбой. На 2023 год "трёхцветные" занимают 23-е место в рейтинге ИИХФ. Высшие достижения: 7-е место на чемпионате мира 1947 года, 8-е место на чемпионате 1977 года, 7-е место на Зимних Олимпийских играх 1976.
На данный момент сборная выступает в первом дивизионе

## Результаты выступлений

### Олимпийские игры
- 1964 – 12 место
- 1968 – 12 место
- 1976 – 7 место
- 1980 – 9 место

### Чемпионаты мира
- 1931 – 10 место
- 1933 – 9 место
- 1934 – 10 место
- 1935 – 11 место
- 1937 – 11 место
- 1938 – 13 место
- 1947 – 7 место
- 1959 – 13 место (1 в группе B)
- 1961 – 15 место (1 в группе C)
- 1963 – 11 место (3 в группе B)
- 1966 – 10 место (2 в группе B)
- 1967 – 10 место (2 в группе B)
- 1969 – 12 место (6 в группе B)
- 1970 – 13 место (7 в группе B)
- 1971 – 15 место (1 в группе C)
- 1972 – 10 место (4 в группе B)
- 1973 – 10 место (4 в группе B)
- 1974 – 12 место (6 в группе B)
- 1975 – 11 место (5 в группе B)
- 1976 – 9 место (1 в группе B)
- 1977 – 8 место
- 1978 – 12 место (4 в группе B)
- 1979 – 11 место (3 в группе B)
- 1981 – 13 место (5 в группе B)
- 1982 – 13 место (5 в группе B)
- 1983 – 15 место (7 в группе B)
- 1985 – 20 место (4 в группе C)
- 1986 – 20 место (4 в группе C)
- 1987 – 19 место (3 в группе C)
- 1989 – 26 место (2 в группе D)
- 1990 – 20 место (4 в группе C)
- 1991 – 19 место (3 в группе C)
- 1992 – 18 место (6 в группе B)
- 1993 – 18 место (6 в группе B)
- 1994 – 19 место (7 в группе B)
- 1995 – 20 место (8 в группе B)
- 1996 – 26 место (6 в группе C)
- 1997 – 25 место (5 в группе C)
- 1998 – 26 место (2 в группе C)
- 1999 – 26 место (2 в группе C)
- 2000 – 30 место (6 в группе C)
- 2001 – 29 место (1 в Дивизионе II, группа B)
- 2002 – 25 место (5 в Дивизионе I, группа A)
- 2003 – 26 место (5 в Дивизионе I, группа B)
- 2004 – 25 место (5 в Дивизионе I, группа B)
- 2005 – 27 место (6 в Дивизионе I, группа B)
- 2006 – 29 место (1 в Дивизионе II, группа A)
- 2007 – 27 место (6 в Дивизионе I, группа B)
- 2008 – 29 место (1 в Дивизионе II, группа A)
- 2009 – 28 место (6 в Дивизионе I, группа B)
- 2010 – 31 место (2 в Дивизионе II, группа B)
- 2011 – 29 место (1 в Дивизионе II, группа B)
- 2012 – 26 место (4 в Дивизионе I, группа B)
- 2013 – 26 место (4 в Дивизионе I, группа B)
- 2014 – 28 место (6 в Дивизионе I, группа B)
- 2015 – 29 место (1 в Дивизионе II, группа A)
- 2016 – 28 место (6 в Дивизионе I, группа B)
- 2017 – 29 место (1 в Дивизионе II, группа A)
- 2018 – 27 место (5 в Дивизионе I, группа B)
- 2019 – 23 место (1-е в дивизионе I, группа B)
- 2020 – чемпионат отменен[2] из-за пандемии коронавируса
- 2021 – чемпионат отменен[3] из-за пандемии коронавируса
- 2022 – 21 место (5-е в дивизионе I, группа A)
- 2023 – 21-е место (5-е в дивизионе I, группа A)

### Зимние Универсиады
- 1966 – 2 место
- 1983 – 3 место

### Состав
Состав сборной на чемпионате мира 2023
| Номер | Имя                 | Позиция    | Рост, см | Вес, кг | Дата рождения | Клуб           |
| ----- | ------------------- | ---------- | -------- | ------- | ------------- | -------------- |
| 1     | Патрик Полц         | Вратарь    | 185      | 92      | 26.03.1985    | Корона Брашов  |
| 30    | Золтан Токе         | Вратарь    | 181      | 82      | 01.07.1994    | Корона Брашов  |
| 4     | Тимур Расулов       | Защитник   | 181      | 85      | 17.03.1989    | Корона Брашов  |
| 5     | Алпар Салло         | Защитник   | 180      | 80      | 30.05.1994    | Чиксереда      |
| 6     | Хуба Борс           | Защитник   | 180      | 80      | 15.11.1994    | Корона Брашов  |
| 8     | Тамаш Фаркас        | Защитник   | 183      | 76      | 01.01.1992    | Чиксереда      |
| 9     | Павло Борисенко     | Защитник   | 183      | 82      | 04.06.1987    | Корона Брашов  |
| 12    | Евгений Емельяненко | Защитник   | 185      | 85      | 11.04.1981    | Дунареа Галаци |
| 20    | Хуго Гецс           | Защитник   | 182      | 88      | 11.01.1995    | Чиксереда      |
| 23    | Флорим Чреанга      | Защитник   | 170      | 70      | 08.04.1997    | Стяуа Бухарест |
| 7     | Чанад Фодор         | Нападающий | 171      | 76      | 16.11.1990    | Чиксереда      |
| 10    | Балаш Гайдо         | Нападающий | 188      | 90      | 27.07.1998    | Корона Брашов  |
| 14    | Золтан Молнар       | Нападающий | 180      | 85      | 09.04.1995    | Фенестелла     |
| 15    | Андрей-Дан Филип    | Нападающий | 184      | 80      | 02.07.2000    | Стяуа Бухарест |
| 19    | Балаж Петер         | Нападающий | 181      | 80      | 01.08.1996    | Чиксереда      |
| 22    | Мирсеа Константин   | Нападающий | 180      | 94      | 06.06.1995    | Дунареа Галаци |
| 24    | Жомбор Молнар       | Нападающий | 179      | 77      | 14.01.1993    | Корона Брашов  |
| 25    | Матяс Ковач         | Нападающий | 173      | 68      | 18.02.1997    | Корона Брашов  |
| 26    | Евгений Ляманский   | Нападающий | 178      | 75      | 10.09.1992    | Дунареа Галаци |
| 27    | Владислав Темрюк    | Нападающий | 185      | 95      | 03.12.2002    | Дунареа Галаци |
| 28    | Эдуард Касанену     | Нападающий | 185      | 100     | 27.01.2000    | Чиксереда      |

| Должность         | Имя             | Гражданство | Дата рождения |
| ----------------- | --------------- | ----------- | ------------- |
| Главный тренер    | Юлиус Пензеш    | Словакия    | 10.11.1955    |
| Ассистент тренера | Алекс Нелу      | Румыния     | 08.08.1967    |
| Ассистент тренера | Яворчик Норберт | Словакия    | 03.11.1974    |